# Taft in Chicago, and at the Ball Game
Taft in Chicago, and at the Ball Game è un cortometraggio muto del 1909. Il nome del regista non viene riportato nei credit.

## Produzione
Il film fu prodotto dalla Essanay Film Manufacturing Company.

## Distribuzione
Il film - un cortometraggio di una bobina - uscì nelle sale cinematografiche USA il 20 settembre 1909 distribuito dall'Essanay Film Manufacturing Company.